# Armand Capon
Armand Capon (* 8. Dezember 1894 in  Durbuy; † 30. März 1945 im KZ Bergen-Belsen) war ein belgischer römisch-katholischer Geistlicher und Märtyrer.

## Leben
Armand Capon wurde in Aisne bei Heyd (heute Ortschaft der Gemeinde Durbuy), 40 km südlich von Lüttich, geboren. Er besuchte das Seminar in Bastogne und wurde 1918 zum Priester geweiht. Die Stationen seines Wirkens waren: Vikar in Beauraing und Ciney, Pfarrer in Chapois (Weiler von Leignon, Ortsteil von Ciney) (1928) und Herbeumont und schließlich Dechant in Florenville (1937).
Wegen Widerstandsaktivitäten wurde er im November 1943 ein erstes Mal (für acht Tage) festgenommen. Im April 1944 wurde er endgültig verhaftet und kam über Arlon und Lüttich in die Konzentrationslager Buchenwald (August 1944), Sangerhausen (bis Februar 1945) und Nordhausen und am 6. März in das KZ Bergen-Belsen. Dort starb er am 30. März 1945 im Alter von 50 Jahren.